# فرانك هافنز
فرانك هافنز (بالإنجليزية: Frank Havens)‏ هو راكب الكنو أمريكي، ولد في 1 أغسطس 1924 في مقاطعة أرلنغتون في الولايات المتحدة، وتوفي في 22 يوليو 2018 في Harborton, Virginia ‏ في الولايات المتحدة.

## وصلات خارجية
- فرانك هافنز على موقع اللجنة الأولمبية الدولية (الإنجليزية)
- فرانك هافنز على موقع أوليمبيديا (الإنجليزية)
- فرانك هافنز على موقع اللجنة الأولمبية والبارالمبية الأمريكية (الإنجليزية)